# Joseph Adama

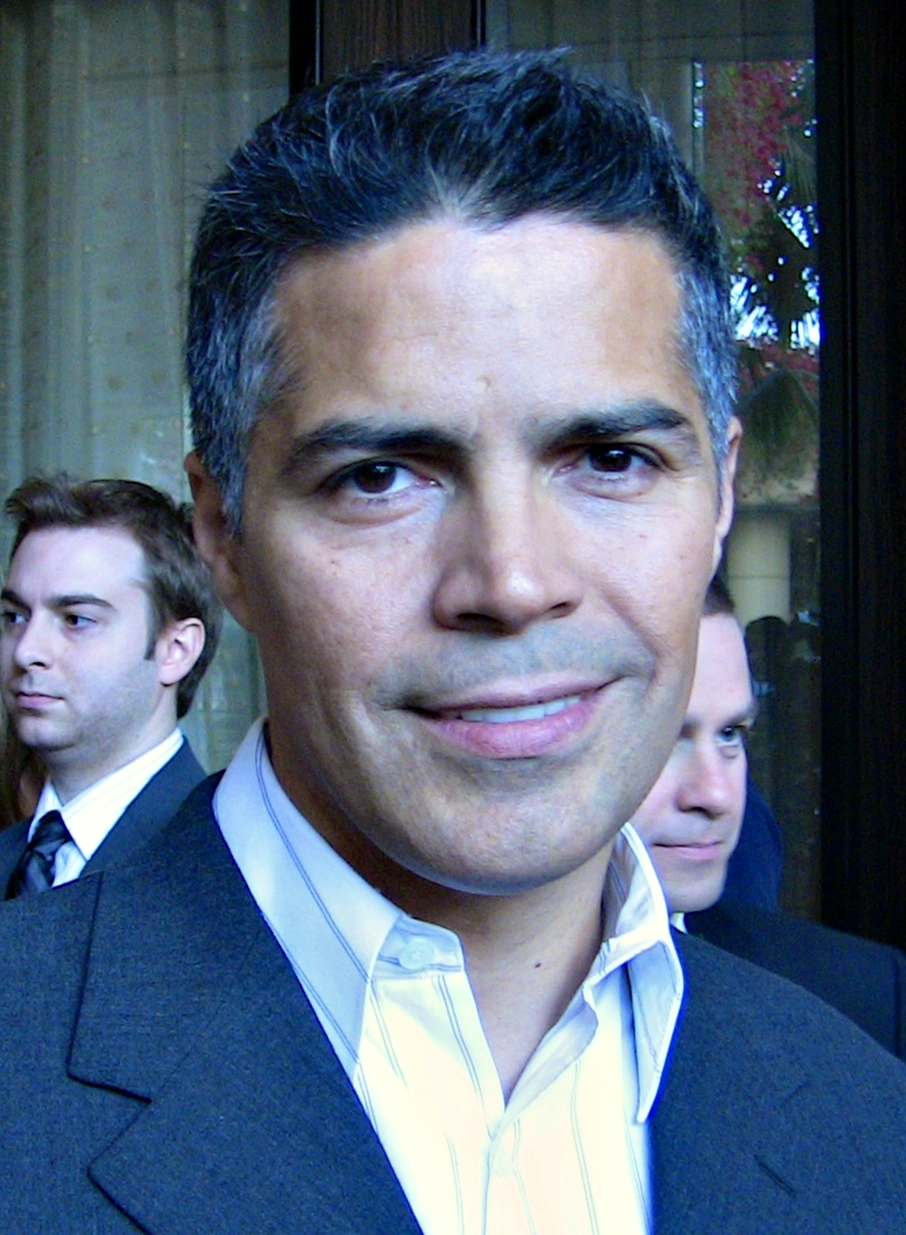
Esai Morales (mars 2009).

Pour les articles homonymes, voir Adama.

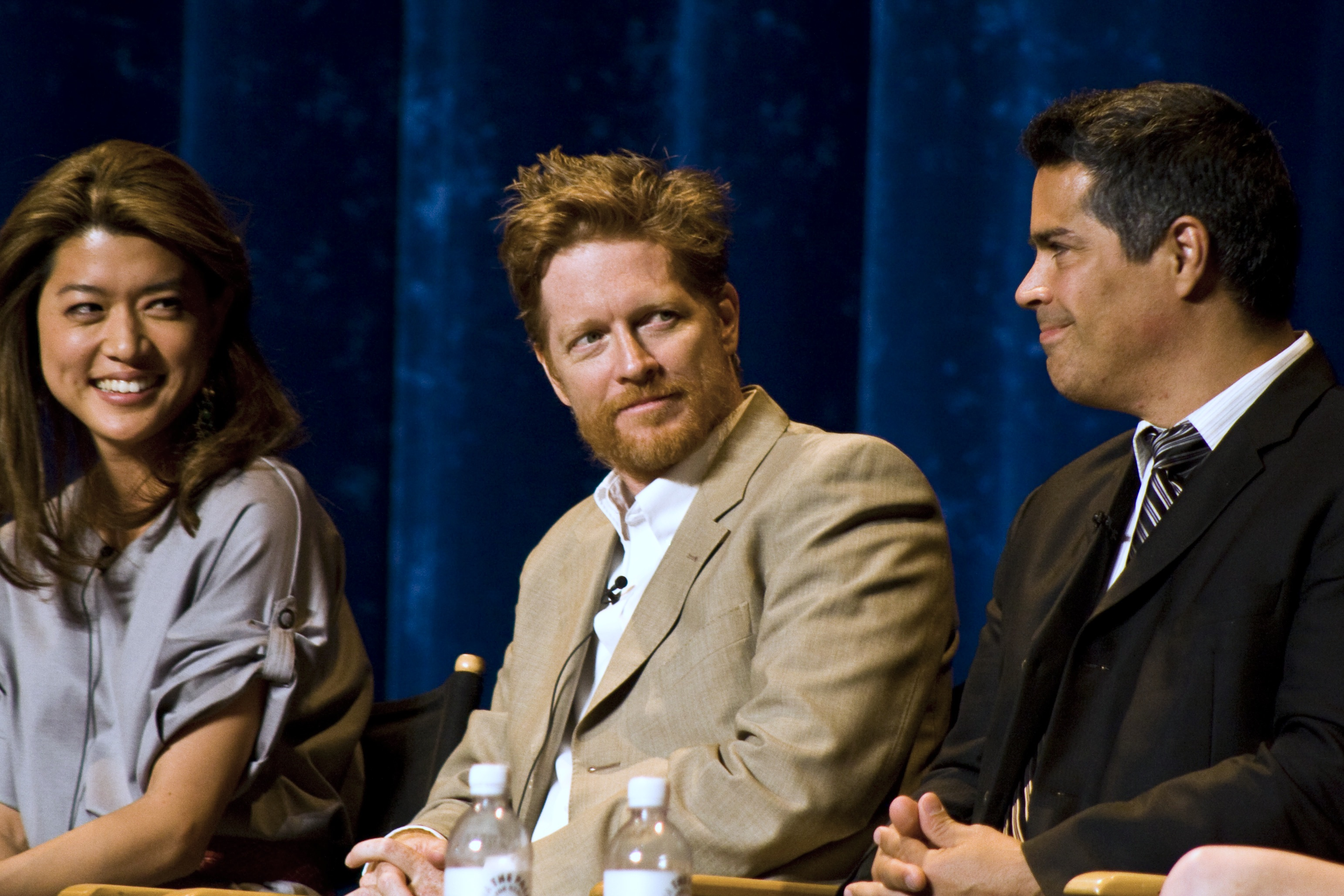
Grace Park, Eric Stoltz et Esai Morales (avril 2009).

Joseph Adama est un personnage fictif des séries télévisées Battlestar Galactica et Caprica. Le personnage est interprété par Esai Morales, avec comme voie française Patrick Borg.
Joseph Adama est né sur la planète Tauron avant d'immigrer sur Caprica avec son frère Sam Adama après que leurs parents se soient fait tuer lors de la Guerre civile de Tauron. Il est le fils de William Adama Sr et de sa femme Isabelle Adama. Il est lui-même le père du futur amiral William Adama troisième du nom, de Tamara Adama et de William « Willie » Adama deuxième du nom et grand-père de Lee et de Zak Adama.
Joseph était un avocat réputé spécialisé dans les libertés civiques. Joseph Adams, qui a changé son nom de famille après son arrivée sur Caprica pour échapper au racisme anti-Tauron virulent, devint un avocat réputé spécialisé dans les libertés civiques, au service de la pègre après que le Gautrau du Ha'la'tha a payé ses études de droit. En échange, Joseph devint l'avocat des soldats de l'organisation et graissa la patte des officiels publics dont les juges afin de faire tourner les rouages de la justice en faveur du Ha'la'tha.
Joseph se maria une première fois avec Shannon Adama avec qui il eut Tamara et William « Willie » Adama. La mort de celle-ci et de sa fille dans l'attentat du train magnétique par les terroristes monothéistes l'affecta énormément. Sa seconde épouse Evelyn n'était que son assistante avant le décès de sa première femme. William « Willie » Adama meurt lui aussi vers 13 ans, d'une balle reçue au ventre. Le futur amiral Bill William Adama nait après tous ces évènements qui marqueront profondément sa famille. 